# 皇極之辨
皇极之辨是南宋时，朱熹與陸九淵兩人的一場學校爭論。
“皇极”一语出自《尚书·洪范》，又稱“王極”，应劭注《汉志》曰：“皇，大；极，中也。”朱熹认为“皇极非说大中之道”，“皇是指人君，极便是指其身为天下做个样子，使天下视之以为标准”。陆九渊不以为然，指出：“以极为‘中’则为不明理，以极为‘形’乃为明理乎？”朱熹与陆九渊就无极、太极、皇极之辨的爭論，朱熹寫有〈皇極辨〉，陸九淵寫了〈皇极讲义〉，這些爭論最後都不了了之。真德秀曾引用朱熹〈皇極辨〉一文，強調朱子是“聖學之正傳”。